# شيلينغسفورست
شيلينغسفورست (بالألمانية: Schillingsfürst) هي بلدة ألمانية تقع في ألمانيا في آنسباخ.